# Pensador en la Piedra
El Pensador en la Piedra es una escultura creada por Barry Flanagan en 1997.
La obra está hecha de bronce, tiene 1.8 metros de alto y pesa 1270 kg. Representa una liebre adoptando una pose similar a El Pensador de Rodin.
Existen piezas instaladas en la Universidad de Washington en St. Louis, el Parque de Escultura Pappajohn en Des Moines, Iowa, en Utrecht, Países Bajos, en la calle O'Connell en Dublín, en el Museo de Arte Philbrook, en Tulsa Oklahoma, y en la Jardín de Esculturas de la Galería Nacional de Arte, en Washington D. C.

## Galería

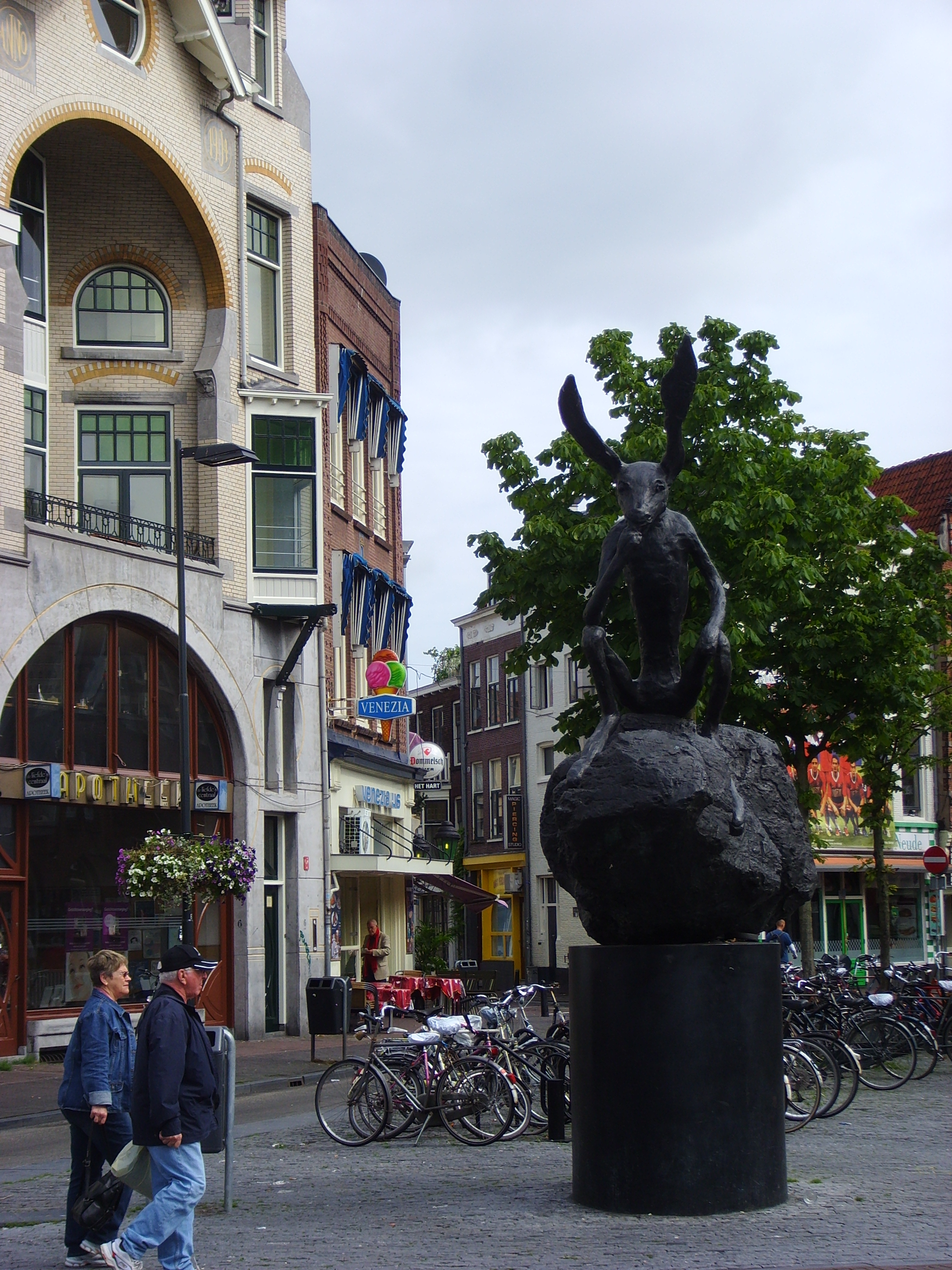
Pensador en la Piedra, Utrecht, Países Bajos
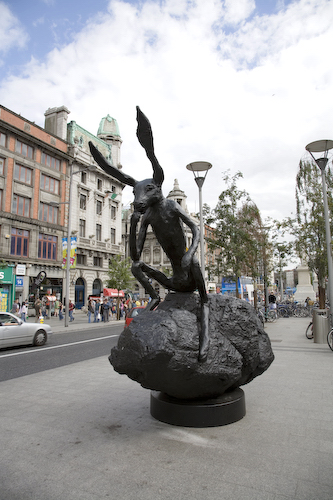
Pensador en la Piedra, Dublín, Irlanda